# NatFilm Festivalen
NatFilm Festivalen var en dansk filmfestival, der fandt sted i København årligt i 1993-2008. Festivalen opnåede at blive en markant publikumssucces med forgreninger flere steder i landet, indtil den under kontroversielle omstændigheder blev tvunget til at fusionere med den daværende Copenhagen International Film Festival, resulterende i en ny festival, CPH:PIX.
| Citat                                         | Når NatFilm Festivalen begynder, træder jeg ind i en anden verden. Det er som at være på speed, en rus der ruller i blodet. Stemningen i biograferne er bedre end normalt, fordi det typisk er filmelskere og entusiaster, der kommer. | Citat |
| Nicolas Barbano, Berlingske Tidende 21.2.1997 | |       |

Kim Foss og Andreas Steinmann modtog i 2006 en Æres-Bodil for deres arbejde med NatFilm Festivalen.